# Tomb Raider III
Tomb Raider III: Adventures of Lara Croft je třetí pokračování úspěšné herní série Tomb Raider, pokračování Tomb Raider II. Tento díl byl opět vyroben studiem Core Design a vydaný společností Eidos Interactive. Hra byla vydaná v listopadu roku 1998 pro PC a PlayStation. Příběh sleduje britskou archeoložku Laru Croft, která pátrá po čtyřech úlomcích meteoritu, které byly roztroušeny po celé zeměkouli.

## Příběh
Tomb Raider III začíná o několik miliónů let dříve, kdy se na zem zřítil meteorit, který se roztříštil na čtyři vzácné artefakty s nadpřirozenou mocí. Prvními lidmi, kteří tyto artefakty objevili, byli Darwin a jeho námořníci, kteří tyto artefakty rozptýlili do celého světa. V současnosti provádí společnost RX Tech výzkumy v Antarktidě na místě, kde se onen meteorit zřítil. Vedoucí firmy Skot Dr. Willard objeví mrtvolu Charlese Darwina a zjistí, že on a jeho námořníci prozkoumali nitro kráteru. Dr. Willard začal být posedlý touhou dostat se do kráteru, do částí, kde Darwinova posádka byla a zemřela. Mezitím v Indii britská archeoložka Lara Croft pátrá po záhadném „Infada“ artefaktu. Neměla ovšem ani ponětí o skutečné síle tohoto artefaktu. Poté, co ho získala, se seznámila s Dr. Willardem, který právě prováděl v Indii svoji expedici, prozradil jí příběh o Darwinových námořnících a také jí pověděl, že zbylé artefakty jsou v Londýně, Pacifiku a Nevadě.
Poté, co Lara získala všechny čtyři artefakty, cestovala do Antarktidy, kde se dozvěděla o skutečných záměrech Dr. Willarda. Ten si byl vědom, že pokud jsou všechny čtyři artefakty spojeny s meteoritem, mohou výrazně urychlit lidskou evoluci. Poté, co si svoje výzkumy otestoval na několika svých spolupracovnících, Laře artefakty ukradl a běžel ke kráteru, kde se změnil v obrovského nesmrtelného pavouka. Lara ho zničila, díky obrácení procesu vývoje, a tak, když byl mrtvý, utekla z kráteru a vrátila se do svého domu, kde zakončila svoje třetí dobrodružství.

## Hratelnost

### Herní prvky
Stejně jako u předchozího dílu, opět se zlepšily Lařiny dovednosti. Nyní se již dostane do otvorů, kam dříve nemohla, naučila se sprintovat a také ručkovat po stropě. Sprint jí umožňuje pohybovat se na její honbě za artefakty mnohem rychleji, i přesto je ovšem její síla omezená, jakmile Lařin ukazatel sprintu „zčerná“, Lara se zase vrátí do normální chůze.
Lara navíc umí jezdit na kajaku a tato zkušenost se jí bude náramně hodit, třeba v Pacifiku na řece Madubu Gorge. V Indii zase ve vodě potkáte piraně, které dokážou Laru zabít během pár sekund, nebo v Antarktidě je zase voda tak chladná, že Lara může ve vodě plavat jen omezeně, jinak zmrzne. Jediný způsob, jak se přes vodu v Antarktidě dostat, je použít motorový člun.
V Nevadě se zase objeví tekutý písek, ve kterém Lara může i zemřít.
Jako vždy má Lara s sebou i svoje dvě pistole a brokovnici. Laře ovšem přibyly i nové typy zbraní jako harpuna, uzi, granátomet, pistole Desert Eagle, MP5 a taky raketomet.
Hráči PlayStationové verze jsou poněkud v nevýhodě, co se týče ukládání pozic ve hře. Jedinou možností, jak si hru uložit, je totiž nalezení tzv. SaveGame krystalu. Hráči počítačové verze si mohou hru uložit kdekoliv. Původně se sice SaveGame krystaly měly objevit i v PC verzi, ale místo nich jsou ve hře zelené krystaly, které Laře léčí život místo malých lékárniček.
Hráč konečně zavítá do více míst, nejen do hrobek. Na scéně se objevuje například Oblast 51, která do hry vnese tzv. stealth prvky, anebo Londýn, který se celý odehrává venku nebo v Londýnském metru. I přesto zde hrobky pořád hrají velkou roli, třeba v Indii anebo Pacifiku si jich hráči užijí překvapivě hodně. Také byl do hry zabudován systém, díky kterému si může hráč vybrat, do které země pojede. Po skončení první úrovně vám naběhne malý globus a vy si budete moct vybrat, jestli chcete jet do Nevady, Londýna nebo do Pacifiku. Po dokončení všech těchto misí Lara odjíždí do Antarktidy.

### Postavy
- Lara Croft: Jako vždy má hráč možnost hrát za Laru Croft – neohroženou archeoložku, která hledá po celém světě poklady a artefakty. Nyní se snaží najít čtyři úlomky meteoritu ohromné síly.
- Dr. Mark Willard: Na první pohled přátelský Skot a badatel, zaujatý čtyřmi úlomky meteoritu, najal si světoznámou archeoložku Laru Croft, aby pro něj úlomky našla. Později se ve hře dozvíte jeho pravé záměry.
- Tony: Pracovník Dr. Willarda. Na jeho rozkaz se snažil v Indii najít posvátný kámen „Infada“. Svůj úkol splnil, ale záhadná síla kamene ho natolik ovládla, že vyvraždil celý svůj tým a dal si za úkol zabít svého posledního rivala – Laru Croft.
- Puna: Jeden z kanibalů v Pacifiku. Vládne ohromnou mocí, díky kouzelné dýce „Ora“.
- Sophia Leigh: Úspěšná, krutá podnikatelka, ředitelka největší kosmetické firmy v Londýně. Je posedlá touhou najít lék mládí, a už začala s prvními pokusy. Svoje pokusy provádí díky artefaktu „Oko Isis“, což je jeden ze čtyř meteorických úlomků. Lara chce tento artefakt získat, ale Sophia se nevzdá lehce.
- Zatracenci: V opuštěné stanici metra „Aldwych“ se skrývá skupina maskovaných mužů, kteří si říkají „Zatracenci“. Jejich vůdce – Bob Laře vysvětlil, že dříve býval úplně normálním člověkem, ale když přijal práci u společnosti Sophie Leight, nevěděl, že bude pokusným králíkem, na kterém se budou testovat ilegální látky, které dokážou zmutovat lidskou DNA.
- Winston Smith: Lařin oddaný sluha, který se jí stará o panství, zatímco cestuje po celém světě.

## Lokace

### Anglie – Lařin dům
Tomb Raider III obsahuje doposud největší „tréninkový“ level v historii Tomb Raideru. Lařino venkovní výcvikové zařízení prodělalo hodně změn. Nejen, že bylo drasticky rozšířeno pro nové Lařiny pohyby, ale také místo bludiště z předchozího dílu je tu dráha pro Lařinu bugínu. Toto je poslední díl, ve kterém se tento level vyskytuje, až do dílu Tomb Raider: Legend.

### Indie
Hra začíná v džunglích Indie, kde se Lara snaží najít tajemný artefakt neznámé síly kámen „Infada“. Postupně se dostanete do posvátného zříceného chrámu a také k legendární řece Ganze. Na konci se setkáte s bláznivým Tonym, který si osvojil kámen „Infada“. Levely jsou celkem lehké obtížnosti, po dokončení Indie si dále již můžete vybírat lokace, které chcete navštívit.
- Level 1 – Jungle
- Level 2 – Temple Ruins
- Level 3 – The River Ganges
- Level 4 – Caves of Kaliya

### Nevada
Americká vláda obdržela jeden z posvátných úlomků meteoritu a pojmenovala ho „Element 115“. Kámen byl umístěn do laboratoří Oblasti 51, kam se Lara dostala zcela náhodou, při autohavárii. Laru však chytili a vzali jí všechny její zbraně. Potom ji zavřeli do vězení, ze kterého ovšem zdárně unikla. Přes vězení a laboratoře se jí konečně podařilo získat „Element 115“. Levely v Nevadě by se daly označit jako průměrně těžké.
- Level 5 – Nevada Desert
- Level 6 – High Security Compound
- Level 7 – Area 51

### South Pacific Island
Obklopena nádhernou, tropickou atmosférou jižního Pacifiku, Lara bojuje s kanibaly, raptory a obrovitánským T-Rexem. Přes rozbouřenou řeku Madubu Gorge se kajakem dostane až do Punova chrámu, kde se nachází posvátná dýka „Ora“. Takhle se dají charakterizovat levely v Pacifiku, které mají středně těžkou obtížnost.
- Level 8 – Coastal Village
- Level 9 – Crash Site
- Level 10 – Madubu Gorge
- Level 11 – Temple of Puna

### Londýn
Lara putuje přes střechy Londýna v deštivou noc s cílem najít další záhadný artefakt „Oko Isis“. Poté, co se Lara dostane do opuštěného metra, kde se seznámí se skupinkou pojmenovanou „Zatracenci“, se dozvídá informaci o ženě jménem Sophia Leight, která se údajně snaží vynalézt lék věčného mládí. Lara proto cestuje přes muzeum do Sophiiny kosmetické továrny, kde se přes šachty dostane až do její kanceláře. Levely v Londýně jsou na těžké úrovni a je obtížné je dokončit.
- Level 12 – Thames Wharf
- Level 13 – Aldwych
- Level 14 – Lud's Gate
- Level 15 – City

### Antarktida
Poté, co Lařina helikoptéra havaruje v ledových vodách Antarktidy, se musí k Dr. Willardovi dopravit sama, Lara ovšem nalézá víc informací než by chtěla. Levely v Antarktidě jsou nejtěžší z celé hry.
- Level 16 – Antarctica
- Level 17 – RX Tech Mines
- Level 18 – Lost City of Tinnos
- Level 19 – Meteorite Cavern

### Bonusový level
Poté, co skončí mise v Antarktidě a hráč našel všech 59 secretů, se načte bonusový level „All Hallows“ (Všech Svatých); tento level patří mezi jeden z nejtěžších v celé hře. Kdykoliv po skončení Lara začne novou hru, bude mít všechny zbraně a nekonečno munice.

## Tomb Raider: The Lost Artifact
The Lost Artifact je menší pokračování dílu Tomb Raider III, někdy neoficiálně nazývaný Tomb Raider III Gold. Vyšel exkluzivně pro PC v roce 1999. Zatímco dva předchozí díly byly rozšiřujícími balíčky, tento díl se bere spíše jako samostatný produkt, a není dostupný ke stažení na internetu.
V The Lost Artifact se Lara dozvídá o pátém úlomku meteoritu, „Hand Of Rathmore“. Její hledání ztraceného artefaktu začíná na zámku Dr. Willarda. Místo zámku ovšem nalézá skryté laboratoře a podzemní tunely vedoucí až do kosmetické společnosti Sophie Leight – „SLINC“. Ke konci se se Sophií opět setkává v katakombách Paříže. Levely jsou následující:
- Level 1 – Highland Fling
- Level 2 – Willard's Lair
- Level 3 – Shakespeare Cliff
- Level 4 – Sleeping with the Fishes
- Level 5 – It's a Madhouse!
- Level 6 – Reunion